# Delirium World Tour
Tournées par Ellie Goulding
The Halcyon Days Tour
(2012-14)
Le Delirium World Tour est la troisième tournée de l’auteure-compositrice-interprète anglaise Ellie Goulding. Lancée pour promouvoir son troisième album studio, Delirium (2015), elle débute le 21 janvier 2016 à Hambourg, en Allemagne et s’achève le 12 octobre 2016 à Perth, en Australie. La tournée comporte près de quatre-vingt-dix dates. Les spectacles commencent en janvier sur le continent européen, sont suivis par une quarantaine de représentations en Amérique du Nord puis se rendent jusqu’en Océanie. Certains concerts font également partie de festivals comme l’Exit en Serbie ou encore Benicàssim en Espagne. Concernant les régions francophones, la tournée passe notamment par les villes d’Anvers et Werchter en Belgique, Paris et Arras en France, Zurich en Suisse, Esch-sur-Alzette au Luxembourg et Montréal au Canada. Goulding décrit la tournée comme une « exhibition surréaliste ». Dans certains cas, les bénéfices des billets sont donnés à des œuvres de charité. En termes de moyens déployés et de niveau de capacité des salles, il s’agit de la plus importante série de concerts mondiale que la chanteuse ait entreprise à ce jour.
La tournée est divisée en quatre parties — chacune est séparée par une vidéo d’interlude, ou un intermezzo, qui ouvre le segment suivant — et se termine par un encore. La programmation comprend la plupart des pistes de son troisième album. Goulding apparaît sur scène dans différents costumes incluant une combinaison quadricolore futuriste et une robe de mariée. Une programmation alternative avec des changements mineurs est utilisée pour les représentations en Amérique du Nord. La tournée reçoit des notes positives de la part des critiques, celles-ci complimentant les habilités vocales de Goulding et son sens de la mode qui lui permet de bâtir un concert théâtral comme le fait un artiste professionnel de longue carrière.

## Développement
En septembre 2015, peu de temps après avoir informé son public de l’arrivée de son troisième album studio, Delirium, Ellie Goulding fait part de son envie de prolonger et d’amplifier son opération promotionnelle en planifiant une tournée et annonce les premières dates d’une nouvelle série de concerts en Europe, le Delirium World Tour. Ainsi, des places sont mises en vente pour une trentaine de concerts organisés dans une quinzaine de pays européens. Au Royaume-Uni, l’affluence est telle que les billets pour la soirée tenu à l’O2 Arena de Londres se volatilisent en un temps record. Pour combler les demandes supplémentaires, une seconde date est alors ajoutée pour le jour suivant dans la même salle. Deux mois plus tard, la chanteuse indique que le continent nord-américain sera également en mesure de participer à son projet. À la suite de cette annonce, trois concerts au Canada et quarante aux États-Unis sont communiqués. Un mois après le lancement de la tournée, Goulding ajoute sept dates prenant place sur le continent océanien. À ceci s’ajoutent les représentations données par le biais de festivals musicaux qui incluent par exemple San Remo en Italie, Coachella aux États-Unis ou encore le Main Square en France.
Avant le début de la tournée et quelques jours après son retour d’une excursion de dernière minute en Norvège, Goulding accorde une entrevue au site web du quotidien britannique The Daily Telegraph et élabore en disant :
« Ce voyage m’a vraiment permis d’être en total accord avec mon esprit et mon corps. Je suis fin prête pour attaquer cette nouvelle année. Ma tournée représente beaucoup d’heures de travail, mais je suis si reconnaissante de pouvoir voyager et me produire en face de personnes qui m’ont toujours encouragé. »
En février 2016, elle raconte au journal italien Leggo que le fait d’entamer une tournée est « très fatigant » au premier abord et indique que :
« Tout ceci nécessite une grande force physique et gymnique, le plus souvent. Mais c’est une chose qui me plait beaucoup. En effet, je penses qu’il s’agit d’une expérience merveilleuse. »
Le même mois, dans une entrevue télévisée avec Lorraine Kelly, elle décrit la tournée comme étant « un spectacle surréaliste » et explique que :
« Contrairement aux concerts plus intimistes donnés dans de plus petites salles, je ne ressens pas cette crainte d’être ainsi placée sous une pression plus importante, dû au fait que je ne puisse plus distinguer correctement les visages et expressions des personnes dans le public, bien que cette forme de concert [du même acabit que le Delirium World Tour] soit intéressante à exploiter. »
Pour assurer sa première partie, Goulding s’associe principalement aux artistes et groupes suivants : Sara Hartman, auteure-compositrice-interprète allemande (pour les vingt premiers concerts en Europe); John Newman et LANY (exclusivement pour la partie se déroulant au Royaume-Uni) ; et enfin les Years & Years (le temps d’une vingtaine de concerts aux États-Unis).

## Synopsis du concert
La tournée est divisée en quatre parties incluant la dernière qui est l’encore. Chacune de ces sections est singularisée par la diffusion d’une interlude vidéo, ou d’un intermezzo, et d’un changement de tenue. La scénographie est composée d’un grand écran rectangulaire placé entre six autres écrans dessinés en forme de parallélogrammes.
Avant que le concert ne démarre, plusieurs rideaux blancs immenses, sur lesquels sont projetées des affiches et photographies promotionnelles de la tournée, sont présents sur scène. Après que ces voiles transparentes aient été décrochées par des danseurs, les représentations débutent avec une interlude vidéo d’introduction retransmise sur les écrans géants en arrière-plan. Cet entracte numérique incorpore des extraits de la chanson Intro (Delirium) et montre divers plans de Goulding sous différents angles, se succédant très rapidement. Ensuite, un gigantesque « ruban » blanc, sur lequel est projeté une lumière artificielle de couleur dorée, est installé sur la scène. Alors qu’elle entame la première interprétation scénique de la soirée sur Aftertaste, la chanteuse apparaît cachée derrière ce « ruban » et élevée sur une plateforme à quelques mètres du sol. Pour les spectateurs se trouvant au premier plan, seule son ombre émerge au travers. Tandis que Goulding chante les premières notes du pré-refrain, le « ruban » est lâché et tombe par terre, de manière que l’artiste soit ainsi dévoilée entièrement aux yeux du public. Elle est alors vêtue d’un haut noir à col roulé et d’un short noir moulant complété par des bottes noires et une sorte de tablier gris en cuir surmonté par des épaulettes. Juste après l’exécution d’une chorégraphie assistée par des danseurs, deux d’entre eux lui retirent son tablier et Goulding se place à côté du batteur. Elle commence à jouer de la batterie au moment où vient le pont de la chanson et retourne à sa position initiale pour terminer la chorégraphie. À la suite de cette prestation, elle enchaîne sur Holding on for Life en souhaitant la bienvenue au public.
Après une brève pause, l’ambiance devient plus électrique, les projecteurs émettent des teintes plus froides et des tonalités fluorescentes prolifèrent en trame de fond sur les écrans géants. Goulding se précipite jusqu’à une grosse caisse pour frapper dessus au rythme de la chanson illustrant la prochaine performance, celle de Goodness Gracious. Un climat énergique est maintenu à mesure que le concert se prolonge avec les prestations de Something in the Way You Move, Outside et Around U. Subséquemment, les lumières s’éteignent afin de créer une ambiance solennelle. Un unique projecteur se braque sur Goulding qui réapparaît sur scène avec une guitare blanche fixée à son épaule et à sa taille. Avant d’interpréter une version acoustique et raccourcie de Devotion, elle adresse quelques mots aux spectateurs et leur raconte, entre autres, que cette chanson exprime « le fait d’être entièrement dévoué envers quelqu’un ». Le premier segment du concert se termine lorsqu’une nouvelle vidéo, dans laquelle Goulding est mise en scène en train de danser de manière frénétique, débute. Cet intermède combine une version revisitée de sa chanson I Do What I Love à une autre de ses compositions, Only You. Pendant ce temps, d’immenses lanières blanches sont implantées sur la scène, formant ainsi une vague à taille réelle. La fin de la vidéo terminée, Goulding apparaît sur scène vêtue d’une combinaison quadricolore aux allures futuristes. Elle commence à chanter Keep on Dancin’. Cette interprétation est suivie par celle de Don’t Need Nobody.
Goulding se retire de la scène et revient plus tard habillée d’une robe blanche de mariée, étoffée de petits papillons au niveau du buste. Entre-temps, une forte lumière éblouit la scène sur laquelle deux danseurs se présentent devant la foule pour délivrer une courte performance artistique de danse sur Heal. Ensuite, deux danseurs, tenant dans leurs mains de longs morceaux de tissu blanc remontant jusqu’au plafond, apparaissent derrière la chanteuse qui commence une nouvelle performance sur Explosions, ouvrant ainsi un nouveau segment du spectacle. Alors qu’elle s’avance pour être au plus près de l’assistance, les deux morceaux de tissu sont attachés à chaque extrémités du podium sur lequel Goulding défile. Elle enchaîne immédiatement avec My Blood. Entre les performances, elle déclare qu’elle « aime écrire des chansons dont le sujet porte sur les garçons » mais qu’elle avait préféré dédier le titre suivant à sa meilleure amie, Hannah, et à ses fans. Elle termine en ajoutant que « tout le monde peut finalement se retrouver dans cette chanson » et entame une prestation sur Army. Au cours de celle-ci, des photographies de l’artiste et de sa meilleure amie en question sont diffusées sur les écrans géants. Tout en s’approchant de l’avant-scène pour musiciens, Goulding présente son guitariste, Chris, et s’assoit auprès de lui. Après un échange de quelques paroles avec les spectateurs, des notes de guitare lancent l’interprétation acoustique de Lost and Found, qui devient ensuite plus rythmée à partir du deuxième couplet. Goulding quitte la scène pour un changement de costume alors que ses choristes terminent de chanter le morceau. Une vive lumière rouge éclaire la scène avant que la salle soit plongée dans le noir et une nouvelle vidéo ouvre la troisième partie. Après la fin de celle-ci, Goulding revient sur scène vêtue d’une veste en cuir cloutée, sur laquelle son prénom figure au dos. Une guitare noire entoure sa taille et est utilisée pour la prochaine performance, celle de Figure 8. A posteriori, la chanteuse s’éloigne encore de la scène pour un autre changement de costume. Elle réapparaît plus tard, affublée d’un haut noir sans manches à motifs hexagonaux, en compagnie de ses danseurs, tous munis de battes de baseball. Elle démarre une série de prestations sur les chansons On My Mind, Codes, Don’t Panic, We Can’t Move to This, I Need Your Love et enfin Burn.
L’encore est constitué d’Anything Could Happen et de Love Me like You Do. Goulding porte sur ses épaules une sorte de cape multicolore, faisant penser aux ailes d’un oiseau et sur laquelle est brodé le terme « Freedom », qui se traduit par « Liberté ». À la fin du spectacle, plusieurs canons propulsent des confettis à travers toute la salle et Goulding salue puis remercie l’audience avant de s’éclipser.

## Accueil critique
Kayleigh Giles, rédactrice pour le site web du journal britannique Daily Mail, exprime un ressenti positif concernant la tournée et tout particulièrement à propos des vêtements portés. En effet, l’éditorialiste qualifie de « vraiment sexy » le lancement du Delirium World Tour au Barclaycard Arena, faisant ici référence au fait que la chanteuse arbore sur scène un « mini-short en cuir très fin » qui met en valeur sa « silhouette fantastique ». De plus, elle indique que « cette fois-ci, Ellie Goulding a choisi de faire dans le sensationnel en éblouissant les spectateurs hambourgeois tout en exhibant un ensemble plutôt affriolant. Ses jambes apparaissent souvent dénudées, notamment lorsqu’elle porte son mini-short en cuir tout en s’emparant de la scène pour y interpréter ses plus grands succès » et ajoute que « pour la première étape de sa tournée, Ellie était certainement habillée dans le but d’impressionner, tout spécialement lorsqu’elle enfile des shorts serrés, auxquelles on a affublé une touche plus théâtrale avec une ceinture corset à franges. Avant d’enflammer la salle, l’artiste arbore un blazer orné de morceaux d’argent et de lanières noires en cuir disposés le long du buste, le tout en parfaite coordination avec son choix audacieux de short. Ellie a également appareillé sa tenue avec un col roulé noir moulant, sous lequel sa poitrine ne semble être supportée par aucun soutien-gorge. Pendant le concert, ses mèches blondes virevoltent de manière élégante et volumineuse tout autour de son magnifique visage qui modélise une palette de maquillage neutre ».
Un mois plus tard, une autre rédactrice pour le même périodique, Sharnaz Shahid, fait l’éloge de la tournée en saluant les habilités vocales de Goulding et son sens de la mode.
Adam Urwin du quotidien électronique tchèque Prague Daily Monitor offre un avis positif à la représentation, déclarant : « Avec une gamme torrentueuse de changements de costumes, tous aussi fantastiques les uns que les autres, associé à des danseurs, des choristes, ainsi qu’au reste de sa troupe de musiciens, Goulding a réussi à bluffer le public grâce à un étalage audio et visuel qui rendrait envieux un bon nombre d’artistes. Sa capacité à courir, sauter et danser sur scène était un reflet de la quantité d’énergie que la foule lui a fourni tout au long du spectacle. Ce fut quelque chose qui n’a pas échappé à Ellie Goulding sachant qu’elle interagissait constamment avec l’audience pour les remercier d’être là avec elle et qu’à un moment donné, ses épaules étaient enveloppées par un drapeau de la République tchèque : un instant agréable pour les spectateurs ». Il complimente notamment le fait que le premier interlude vidéo « représente un départ idéal pour le concert et donne le ton au reste de la soirée ». Le rédacteur salue également les prouesses vocales de Goulding et le choix de programmation.
Emma Van der Bracht du périodique belge néerlandophone Het Laatste Nieuws critique positivement le concert ayant eu lieu au Palais des Sports d'Anvers, précisant : « Goulding donne le meilleur d’elle-même du début jusqu’à la fin du spectacle. Ce qui frappe le plus est son entière authenticité sur scène. Rien d’artificiel, tout est présenté à la perfection. L’originalité de cette jeune femme britannique, dansant et tournoyant dans sa paire de Dr. Martens, est quelque chose de remarquable. Il est tout bonnement impossible de dire que l’attitude d’Ellie ne transpire pas d’entraînements et d’efforts ».

## Première partie
- Sara Hartman (Europe)
- John Newman et LANY (Royaume-Uni)
- Years & Years (Amérique du Nord et Océanie)
- Asta (Australie)

## Dates et lieux des concerts
| Étape 1 - Europe           |                       |                    |                                                                 |                    |
| 21 janvier 2016            | Hambourg              | Allemagne          | Barclaycard Arena                                               | Sara Hartman       |
| 22 janvier 2016            | Berlin                | Allemagne          | Max-Schmeling-Halle                                             | Sara Hartman       |
| 23 janvier 2016            | Varsovie              | Pologne            | Halle Torwar                                                    | Sara Hartman       |
| 25 janvier 2016            | Francfort-sur-le-Main | Allemagne          | Jahrhunderthalle Frankfurt                                      | Sara Hartman       |
| 26 janvier 2016            | Amsterdam             | Pays-Bas           | Ziggo Dome                                                      | Sara Hartman       |
| 27 janvier 2016            | Stuttgart             | Allemagne          | Porsche-Arena                                                   | Sara Hartman       |
| 29 janvier 2016            | Vienne                | Autriche           | Wiener Stadthalle                                               | Sara Hartman       |
| 30 janvier 2016            | Prague                | République tchèque | O2 Arena                                                        | Sara Hartman       |
| 1er février 2016           | Milan                 | Italie             | Mediolanum Forum                                                | Sara Hartman       |
| 2 février 2016             | Munich                | Allemagne          | Olympiahalle                                                    | Sara Hartman       |
| 5 février 2016             | Barcelone             | Espagne            | Palau Sant Jordi                                                | Sara Hartman       |
| 6 février 2016             | Madrid                | Espagne            | Palacio Vistalegre                                              | Sara Hartman       |
| 9 février 2016             | Anvers                | Belgique           | Palais des Sports d'Anvers                                      | Sara Hartman       |
| 10 février 2016            | Sanremo               | Italie             | Festival de Sanremo                                             | Aucune             |
| 18 février 2016            | Manchester            | Royaume-Uni        | Studio Key 103                                                  | Aucune             |
| 25 février 2016            | Paris                 | France             | Zénith de Paris                                                 | Sara Hartman       |
| 26 février 2016            | Oberhausen            | Allemagne          | König Pilsener Arena (en)                                       | Sara Hartman       |
| 28 février 2016            | Zurich                | Suisse             | Hallenstadion                                                   | Sara Hartman       |
| 29 février 2016            | Esch-sur-Alzette      | Luxembourg         | Rockhal                                                         | Sara Hartman       |
| 3 mars 2016                | Stockholm             | Suède              | Ericsson Globe                                                  | Sara Hartman       |
| 4 mars 2016                | Oslo                  | Norvège            | Telenor Arena                                                   | Sara Hartman       |
| 5 mars 2016                | Copenhague            | Danemark           | Forum Copenhagen                                                | Sara Hartman       |
| 8 mars 2016                | Cardiff               | Royaume-Uni        | Motorpoint Arena Cardiff (en)                                   | John Newman LANY   |
| 10 mars 2016               | Liverpool             | Royaume-Uni        | Echo Arena Liverpool (en)                                       | John Newman LANY   |
| 12 mars 2016               | Sheffield             | Royaume-Uni        | Sheffield Arena (en)                                            | John Newman LANY   |
| 13 mars 2016               | Nottingham            | Royaume-Uni        | Capital FM Arena Nottingham                                     | John Newman LANY   |
| 15 mars 2016               | Leeds                 | Royaume-Uni        | First Direct Arena                                              | John Newman LANY   |
| 16 mars 2016               | Newcastle             | Royaume-Uni        | Metro Radio Arena (en)                                          | John Newman LANY   |
| 18 mars 2016               | Glasgow               | Royaume-Uni        | The SSE Hydro                                                   | John Newman LANY   |
| 19 mars 2016               | Manchester            | Royaume-Uni        | Manchester Arena                                                | John Newman LANY   |
| 21 mars 2016               | Birmingham            | Royaume-Uni        | Barclaycard Arena                                               | John Newman LANY   |
| 24 mars 2016               | Londres               | Royaume-Uni        | O2 Arena                                                        | John Newman LANY   |
| 25 mars 2016               | Londres               | Royaume-Uni        | O2 Arena                                                        | John Newman LANY   |
| Étape 2 - Amérique du Nord |                       |                    |                                                                 |                    |
| 1er avril 2016             | Vancouver             | Canada             | Rogers Arena                                                    | –                  |
| 2 avril 2016               | Seattle               | États-Unis         | KeyArena                                                        | –                  |
| 3 avril 2016               | Portland              | États-Unis         | Moda Center                                                     | –                  |
| 5 avril 2016               | Sacramento            | États-Unis         | Sacramento Memorial Auditorium                                  | –                  |
| 6 avril 2016               | San José              | États-Unis         | SAP Center                                                      | –                  |
| 8 avril 2016               | Los Angeles           | États-Unis         | Staples Center                                                  | –                  |
| 9 avril 2016               | Las Vegas             | États-Unis         | Mandalay Bay Events Center                                      | –                  |
| 12 avril 2016              | Broomfield            | États-Unis         | 1stBank Center (en)                                             | Years & Years      |
| 13 avril 2016              | West Valley City      | États-Unis         | Maverik Center                                                  | Years & Years      |
| 15 avril 2016              | Indio                 | États-Unis         | Festival Coachella                                              | Aucune             |
| 16 avril 2016              | Phoenix               | États-Unis         | Comerica Theatre (en)                                           | Years & Years      |
| 18 avril 2016              | Grand Prairie         | États-Unis         | Verizon Theatre at Grand Prairie (en)                           | Years & Years      |
| 19 avril 2016              | Cedar Park            | États-Unis         | Cedar Park Center                                               | Years & Years      |
| 22 avril 2016              | Indio                 | États-Unis         | Festival Coachella                                              | Aucune             |
| 23 avril 2016              | San Diego             | États-Unis         | Viejas Arena                                                    | Years & Years      |
| 5 mai 2016                 | Saint Paul            | États-Unis         | Xcel Energy Center                                              | Years & Years      |
| 6 mai 2016                 | Rosemont              | États-Unis         | Allstate Arena                                                  | Years & Years      |
| 7 mai 2016                 | Cleveland             | États-Unis         | Wolstein Center                                                 | Years & Years      |
| 9 mai 2016                 | Ypsilanti             | États-Unis         | Convocation Center                                              | Years & Years      |
| 10 mai 2016                | Columbus              | États-Unis         | Lifestyle Communities Pavilion (en)                             | Years & Years      |
| 11 mai 2016                | Bethlehem             | États-Unis         | Sands Casino Resort Bethlehem (en)                              | Years & Years      |
| 13 mai 2016                | Pittsburgh            | États-Unis         | Stage AE (en)                                                   | Years & Years      |
| 14 mai 2016                | Indianapolis          | États-Unis         | White River State Park (en)                                     | Years & Years      |
| 16 mai 2016                | Saint-Louis           | États-Unis         | Chaifetz Arena (en)                                             | Years & Years      |
| 17 mai 2016                | Bonner Springs        | États-Unis         | Cricket Wireless Amphitheatre                                   | Years & Years      |
| 18 mai 2016                | Oklahoma City         | États-Unis         | Oklahoma City Zoo and Botanical Garden (en)                     | Years & Years      |
| 20 mai 2016                | Rogers                | États-Unis         | Walmart Arkansas Music Pavilion (en)                            | Years & Years      |
| 21 mai 2016                | Houston               | États-Unis         | Toyota Center                                                   | Years & Years      |
| 2 juin 2016                | Tampa                 | États-Unis         | Amalie Arena                                                    | –                  |
| 3 juin 2016                | Miami                 | États-Unis         | American Airlines Arena                                         | –                  |
| 4 juin 2016                | Orlando               | États-Unis         | CFE Arena (en)                                                  | –                  |
| 6 juin 2016                | Alpharetta            | États-Unis         | Verizon Wireless Amphitheatre at Encore Park                    | –                  |
| 7 juin 2016                | Charleston            | États-Unis         | Volvo Cars Stadium                                              | –                  |
| 9 juin 2016                | Charlotte             | États-Unis         | Uptown Amphitheatre                                             | –                  |
| 10 juin 2016               | Raleigh               | États-Unis         | Red Hat Amphitheater (en)                                       | –                  |
| 11 juin 2016               | Manchester            | États-Unis         | Bonnaroo Music Festival                                         | Aucune             |
| 13 juin 2016               | Columbia              | États-Unis         | Merriweather Post Pavilion                                      | –                  |
| 14 juin 2016               | Canandaigua           | États-Unis         | Constellation Brands – Marvin Sands Performing Arts Center (en) | –                  |
| 15 juin 2016               | Boston                | États-Unis         | TD Garden                                                       | –                  |
| 16 juin 2016               | Dover                 | États-Unis         | Firefly Music Festival (en)                                     | Aucune             |
| 18 juin 2016               | Montréal              | Canada             | Centre Bell                                                     | –                  |
| 19 juin 2016               | Toronto               | Canada             | Centre Air Canada                                               | –                  |
| 21 juin 2016               | New York              | États-Unis         | Madison Square Garden                                           | –                  |
| Étape 3 - Europe           |                       |                    |                                                                 |                    |
| 30 juin 2016               | Werchter              | Belgique           | Festival Rock Werchter                                          | Aucune             |
| 1er juillet 2016           | Arras                 | France             | Festival Main Square                                            | Aucune             |
| 7 juillet 2016             | Novi Sad              | Serbie             | Festival Exit                                                   | Aucune             |
| 13 juillet 2016            | Benicàssim            | Espagne            | Festival international de Benicàssim                            | Aucune             |
| 15 juillet 2016            | Salacgrīva            | Lettonie           | Festival Positivus                                              | Aucune             |
| 16 juillet 2016            | Joensuu               | Finlande           | Festival Ilosaarirock (en)                                      | Aucune             |
| Étape 4 - Océanie          |                       |                    |                                                                 |                    |
| 29 septembre 2016          | Christchurch          | Nouvelle-Zélande   | Horncastle Arena (en)                                           | Years & Years      |
| 1er octobre 2016           | Auckland              | Nouvelle-Zélande   | Vector Arena (en)                                               | Years & Years      |
| 5 octobre 2016             | Brisbane              | Australie          | Riverstage (en)                                                 | Years & Years Asta |
| 7 octobre 2016             | Sydney                | Australie          | Allphones Arena                                                 | Years & Years Asta |
| 8 octobre 2016             | Melbourne             | Australie          | Rod Laver Arena                                                 | Years & Years Asta |
| 10 octobre 2016            | Adélaïde              | Australie          | Adelaide Entertainment Centre (en)                              | Years & Years Asta |
| 12 octobre 2016            | Perth                 | Australie          | Perth Arena                                                     | Years & Years Asta |

## Équipe et personnel
| - Management de tournée – Rebecca Travis - Styliste – Lauren Grant - Coiffure – Louis Byrne - Maquillage – Lucy Wearing - Photographie – Conor McDonnell - Management – Cassandra Gracey et Jam Lillywhite - Organisation – Live Nation Global Touring (Monde) et AEG Live (Royaume-Uni) | - Directeur musical, batteur – Joe Clegg - Guitariste, pianiste – Chris Ketley - Claviériste – Kola Bello - Bassiste – Simon Francis - Danseurs – Jackson Williams, Jordan Melchor, Remi Black et Ross Sands - Choristes – Abbie Osmon, Melissa Erpen et Sara Skeete |